# Teritorij australskog glavnog grada
Teritorij australskog glavnog grada (eng. Australian Capital Territory, ACT) je samoupravni teritorij unutar Novog Južnog Walesa. U njemu se nalazi glavni grad Australije, Canberra.